# 曾學鏡
曾學鏡（？—？），字介明，江西吉安府萬安縣人，民籍，明朝政治人物。

## 生平
萬曆二十八年（1600年）庚子科江西鄉試第十五名舉人，萬曆三十八年（1610年）庚戌科會試第一百九十二名，第三甲第一百六十八名進士。

## 家族
曾祖曾記，鄉賓；祖曾延祚；父曾庶士；前母郭氏，母葉氏。嚴侍下。兄曾棟（貢士）、曾棨。